# Brachyrhopala inopina
Brachyrhopala inopina är en tvåvingeart som först beskrevs av Walker 1858.  Brachyrhopala inopina ingår i släktet Brachyrhopala och familjen rovflugor. Inga underarter finns listade i Catalogue of Life.